# Афанасьев, Глеб Дмитриевич
Глеб Дмитриевич Афанасьев (1931—1995) — протоиерей Московской епархии Русской православной церкви, настоятель храма Успения Пресвятой Богородицы в Путинках.

## Биография
В 1920-х годах родители Глеба Афанасьева учились в Ташкенте в Среднеазиатском университете на медицинском факультете у святителя Луки (Войно-Ясенецкого), который возглавлял кафедру оперативной хирургии. В 1940 году семья переехала на жительство в Москву. Учился в Москве, окончил среднюю школу (1949).
Служил иподиаконом (1948—1949) у архиепископа Львовского и Тернопольского, будущего митрополита Макария, посетил разрушенные во время Второй мировой войны православные храмы в Польше, Венгрии, Югославии, Болгарии, Чехословакии. В Болгарии встречался с архиепископом Серафимом (Соболевым). В 1949 году по благословению Святейшего Патриарха Московского и Всея Руси Алексия I поступил сразу на 3-й курс Московской духовной семинарии и экстерном закончил её в 1951 году.
1 октября 1951 года в возрасте неполных 20 лет был рукоположён епископом Рязанским и Касимовским Николаем (Чуфаровским) в Христорождественском соборе Рязани во пресвитера.
На протяжении 40 лет проходил пасторское служение на различных приходах Рязанской и Московской епархий: священник церкви в селе Путятино; настоятель Ильинской церкви в селе Мамонтово (1952—1957); настоятель Покровской церкви села Перхушково (1957—1964); настоятель Введенской церкви города Дмитрова (1964—1975); настоятель церкви Иоанна Предтечи в селе Афинеево (1975—1984); настоятель Троицкой церкви в селе Пречистом (1984—1991).
Получил сан протоиерея (1965).

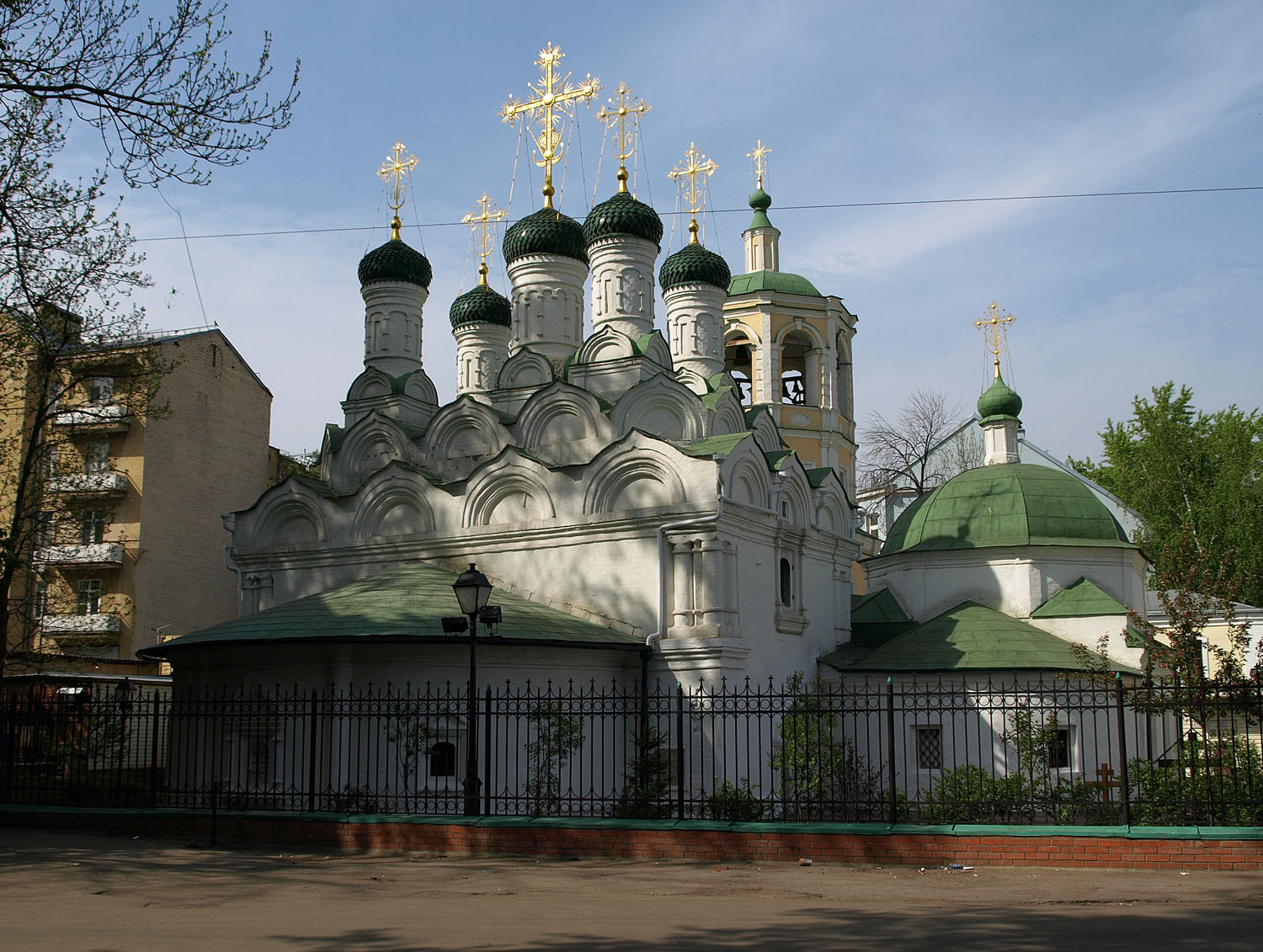
Храм Успения Пресвятой Богородицы в Путинках после восстановления

В декабре 1991 года, будучи тяжело больным, подал прошение на имя патриарха с просьбой благословить труды по восстановлению одного из разрушенных московских храмов. Указом Святейшего Патриарха Московского и Всея Руси Алексия II был назначен настоятелем во вновь открывшийся храм Успения Пресвятой Богородицы в Путинках, который успел восстановить перед самой смертью (кресты на купола ставили на 40-й день после его смерти).

## Церковные награды
В течение 46-летней церковной службы был награждён церковными наградами:
- набедренник (1953); награждён митрополитом Крутицким и Коломенским Николаем;
- скуфья (1955); награждён митрополитом Крутицким и Коломенским;
- камилавка (1958); награждён митрополитом Крутицким и Коломенским;
- наперсный крест (1962); награждён патриархом Алексием;
- палица (1970); награждён патриархом Алексием;
- крест с украшениями (1977); награждён патриархом Пименом;
- орден преподобного Сергия Радонежского 3-й степени (1982); награждён патриархом Пименом.

## Сочинения
Глеб Афанасьев — автор работ по истории и философии.
- Афанасьев Г. Д., Афанасьев П. Д. Православная церковь. Доуниатский период. — Львов: Издательство Львовского политех. университета, 1975.
- Афанасьев Г. Д., Афанасьев П. Д. Пасха Николая Фёдорова. — Львов: Издательство Львовского политех. университета, 1979.
- Православная энциклопедия. — М.: Церковно-научный центр «Православная энциклопедия», 2000. — 656 с. — подготовка материалов по истории Русской православной церкви